# Rajas Reise
Rajas Reise ist ein Dokumentarfilm des Schweizer Regisseurs Karl Saurer. Der Film handelt von der abenteuerlichen Reise des indischen Elefanten Soliman von der Malabarküste nach Wien um das Jahr 1550. An historisch verbürgten Schauplätzen spürt der indische Gandhi-Aktivist Rajagopal P. V. der Geschichte des im Film «Raja» genannten Elefanten nach. 

## Inhalt

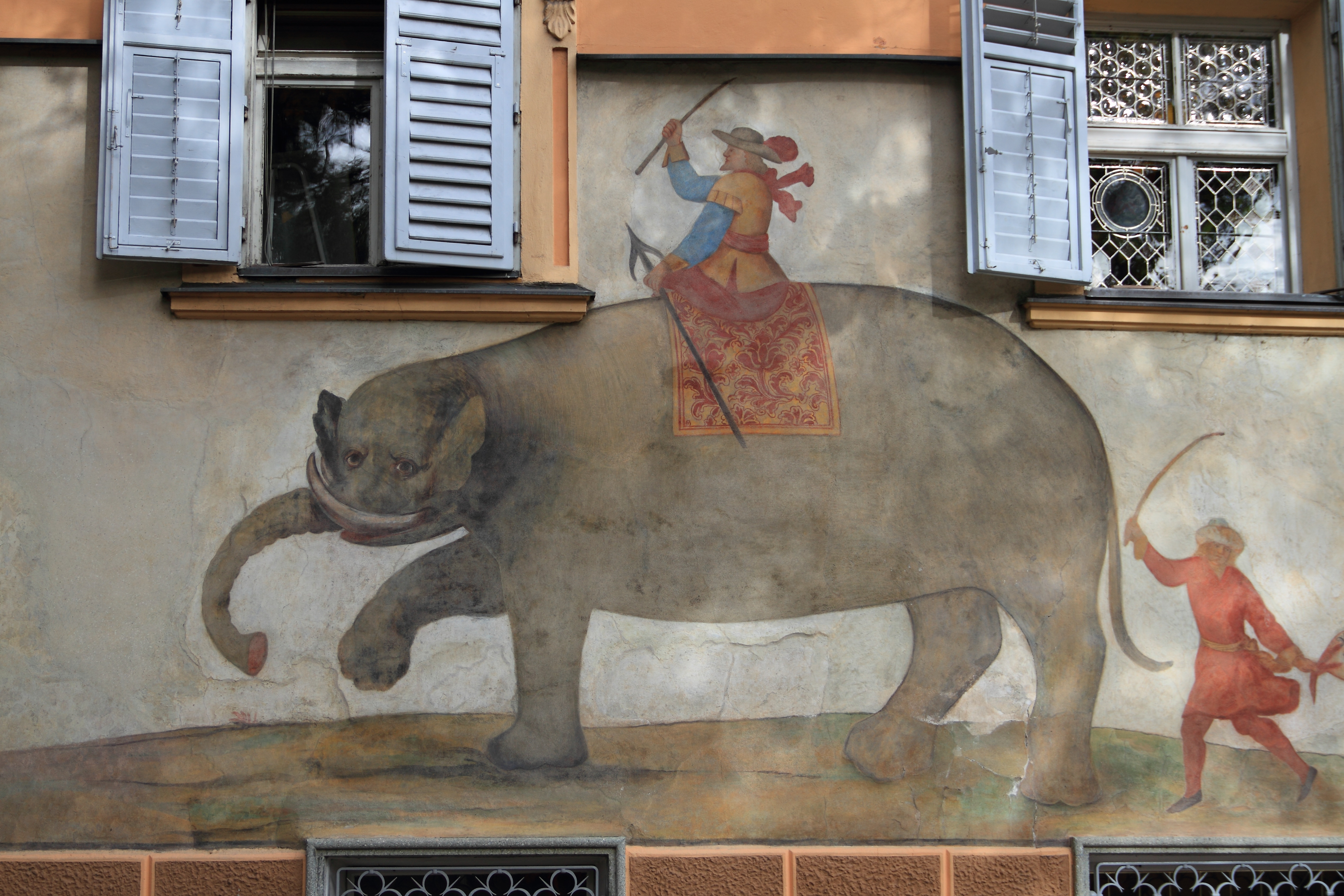
Darstellung des Elefanten an der Fassade des Hotels Elephant in Brixen

Mit Blick auf die Fassade des Hotels Elephant in Brixen denkt Rajagopal, der in seiner Kindheit von Elefanten umgeben war, über das ungerechte Schicksal Rajas nach.
An der südindischen Malabarküste, im heutigen Bundesstaat Kerala, erkundet der Historiker K.S. Mathew die Handelsbeziehungen mit Europa im 16. Jahrhundert. Calicut war damals der wichtigste Handelsstützpunkt für Gewürze, aber auch für wilde Tiere wie Elefanten. Jungtiere wurden in Erdlöchern gefangen genommen. Von Goa reisten die Elefanten um das Kap der Guten Hoffnung nach Lissabon.
Der portugiesische König Johann III. schenkte seinem Neffen, dem späteren Kaiser Maximilian II., einen Hofelefanten für seine Sammlung, dazu zwei indische Mahuts als Eskorte. Die Reise ging zuerst per Schiff nach Genua. Im dortigen Fürstenpalast residierte damals Andrea Doria, ein wichtiger Verbündeter des Kaisers.